# ملبورن
ملبورن (به انگلیسی: Melbourne) با حدود ۵ میلیون نفر جمعیت (۲۰۲۱ )، پایتخت ایالت ویکتوریا، اولین پایتخت کشور استرالیا پیش از شهر کانبرا و مهم‌ترین شهر فرهنگی این کشور است. ملبورن به لحاظ جمعیت دومین شهر کشور پهناور استرالیا است.
امروزه این شهر به عنوان قطب مهم آموزش عالی و تحقیقات، هنر و فرهنگ و مد، ورزش و تفریح و جهانگردی و نیز فعالیت‌های تجاری و صنعتی استرالیا شناخته می‌شود؛ تا جایی که از آن به عنوان پایتخت فرهنگ و هنر و مد و ورزش این کشور یاد می‌گردد.
ملبورن (و ایالت ویکتوریا) در میان شهرهای استرالیا لقب «بوستانشهر» گرفته‌است Australia's garden city. این شهر در دههٔ اخیر چند بار به عنوان بهترین شهر دنیا برای زندگی معرفی شده‌است. (از سوی مجلهٔ اکونومیست و مرکز مرسر)
ملبورن مهد و مرکز پیدایش صنعت فیلمسازی و سینما، تلویزیون، رقص باله، هنر امپرسیونیسم، سبک‌های مختلف رقص مثل نیو وگ و ملبورن شافل در استرالیا و مرکز مهم موزیک کلاسیک و امروزی در این کشوراست. فوتبال به روش استرالیایی نیز در ملبورن ابداع شده‌است.
شبکهٔ تراموای ملبورن به لحاظ گستردگی در رتبهٔ نخست جهان ایستاده است. بلندترین برج مسکونی جهان برج یوریکا (تا سال ۲۰۰۹) و سکای دک منحصربه‌فرد آن، پنج برج از شش آسمان خراش بلند استرالیا، بزرگ‌ترین کازینو و مجموعهٔ سرگرمی استرالیا، بزرگترین مرکز خرید استرالیا و نیمکرهٔ جنوبی، بزرگترین مجموعه نمایشگاهی و مرکز همایش نیمکرهٔ جنوبی، قدیمی‌ترین و بزرگ‌ترین گالری هنری استرالیا در این شهر قرار دارند.

## جغرافیا
این شهر در جنوب شرقی کشور استرالیا در امتداد رود یارا و بر کرانه‌های خلیج پورت فیلیپ Port Phillip Bay قرار گرفته‌است. ملبورن پایتخت ایالت ویکتوریا و منزلگاه بیش از %۷۰ اهالی این ایالت می‌باشد. ملبورن دارای آب و هوای معتدل اقیانوسی با تابستان های گرم و زمستان های خنک است. ملبورن به دلیل شرایط آب و هوایی متغیر خود به خوبی شناخته شده است.تابستان‌ های ملبورن دارای گرمای قابل توجه است.ولی زمستان های ملبورن خنک با بارندگی متوسط است. بیشتر کلانشهر ملبورن با پراکندگی کم تراکم مشخص می شود، در حالی که مناطق درون شهری آن عمدتاً دارای اشکال شهری با تراکم متوسط و حمل و نقل هستند.

## تاریخچه
ملبورن در سال ۱۸۳۵، چهل و هفت سال پس از ورود اولین اروپائیان، به وسیلهٔ مهاجرینی آزاد بنیان نهاده شد.
با هجوم جویندگان طلا در دهه ۱۸۵۰، ملبورن از یک اقامتگاه موقت در اطراف رود یارا به یک کلانشهر در حال رشد تبدیل شد.
به سال ۱۸۸۰ «ملبورن حیرت‌آور» marvelous melbourne مهم‌ترین و پرجمعیت‌ترین شهر استرالیا و ثروتمندترین شهر در جهان و پس از لندن بزرگترین شهر در سراسر امپراتوری بریتانیا بود.
از سال ۱۹۰۱ تا سال ۱۹۲۷ که کانبرا ساخته شد، فدراسیون استرالیا، ملبورن را پایتخت موقت کشور قلمداد می‌کرد.

## ورزش

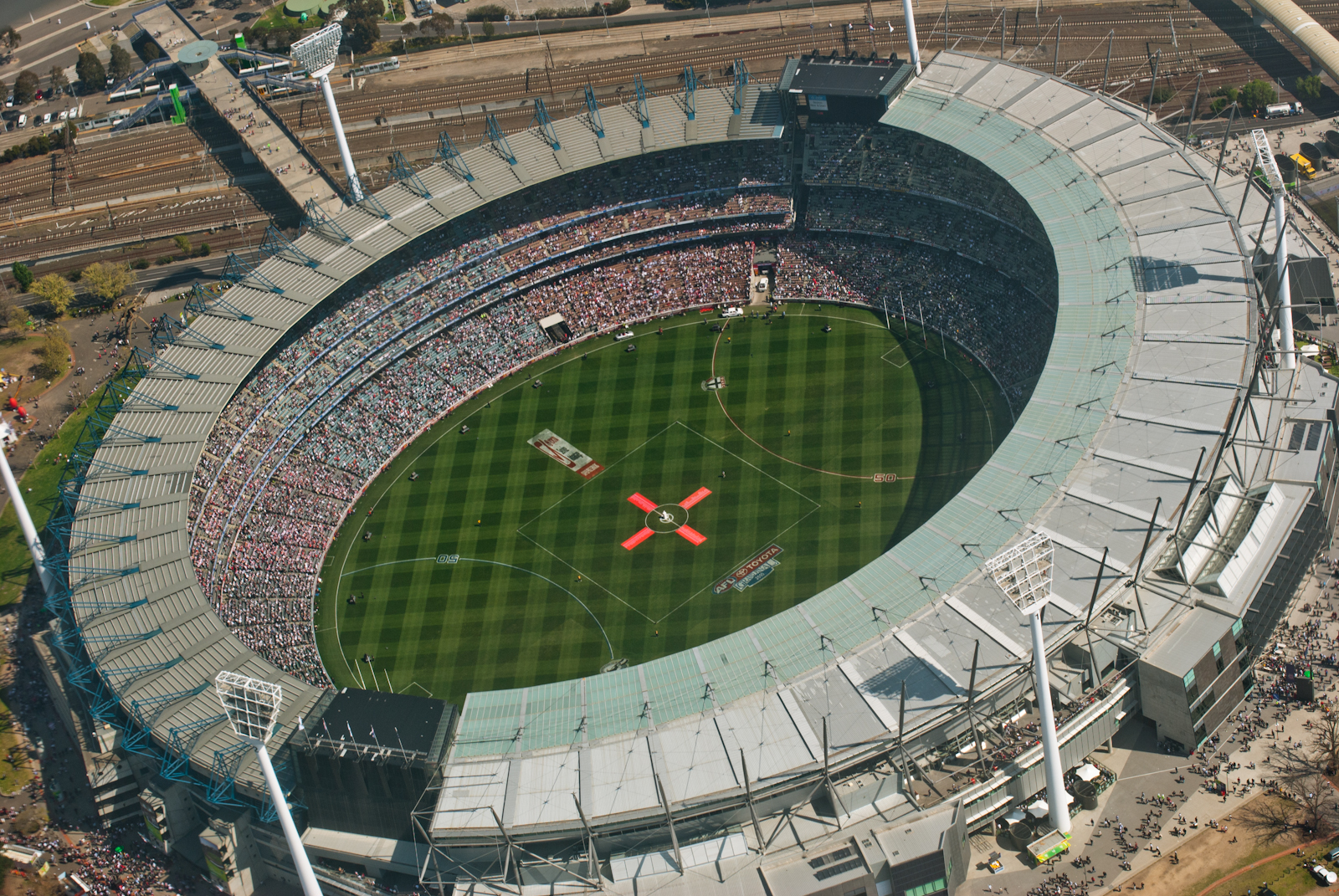
زمین کریکت ملبورن در فینال بزرگ AFL 2010.

ملبورن به عنوان پایتخت ورزشی استرالیا و دارندهٔ عنوان «شهر غائی ورزشی جهان»، همه ساله میزبان بسیاری از رخدادهای مهم ورزشی جهان است. مانند مسابقات ماشین رانی جام بزرگ فورمیولا وان Australian F1 Grand Prix، کارناوال جام اسب سواری معروف ملبورن کاپ و نیز مسابقات جهانی تنیس اوپن استرالیا.
المپیک تابستانی ۱۹۵۶ و بازی‌های مشترک‌المنافع ۲۰۰۶ در این شهر برگزار شد.
منطقه عظیم ورزشی شهر بنام Melbourne Sports and Entertainment Precinct در شرق ملبورن، مهم‌ترین مرکز ورزشی کشور استرالیا محسوب می‌گردد و شامل ملبورن پارک و یاررا پارک می‌شود. استادیوم کریکت ملبورن ورزشگاه کریکت ملبورن در این شهر سومین ورزشگاه بزرگ جهان است و استادیوم المپیک پارک ونیز موزهٔ ملی ورزش در آن واقع است.
استادیوم(Etihad Stadium (formerly:Telstra Dome نیز در داکلندز قرار دارد.

## آموزش عالی

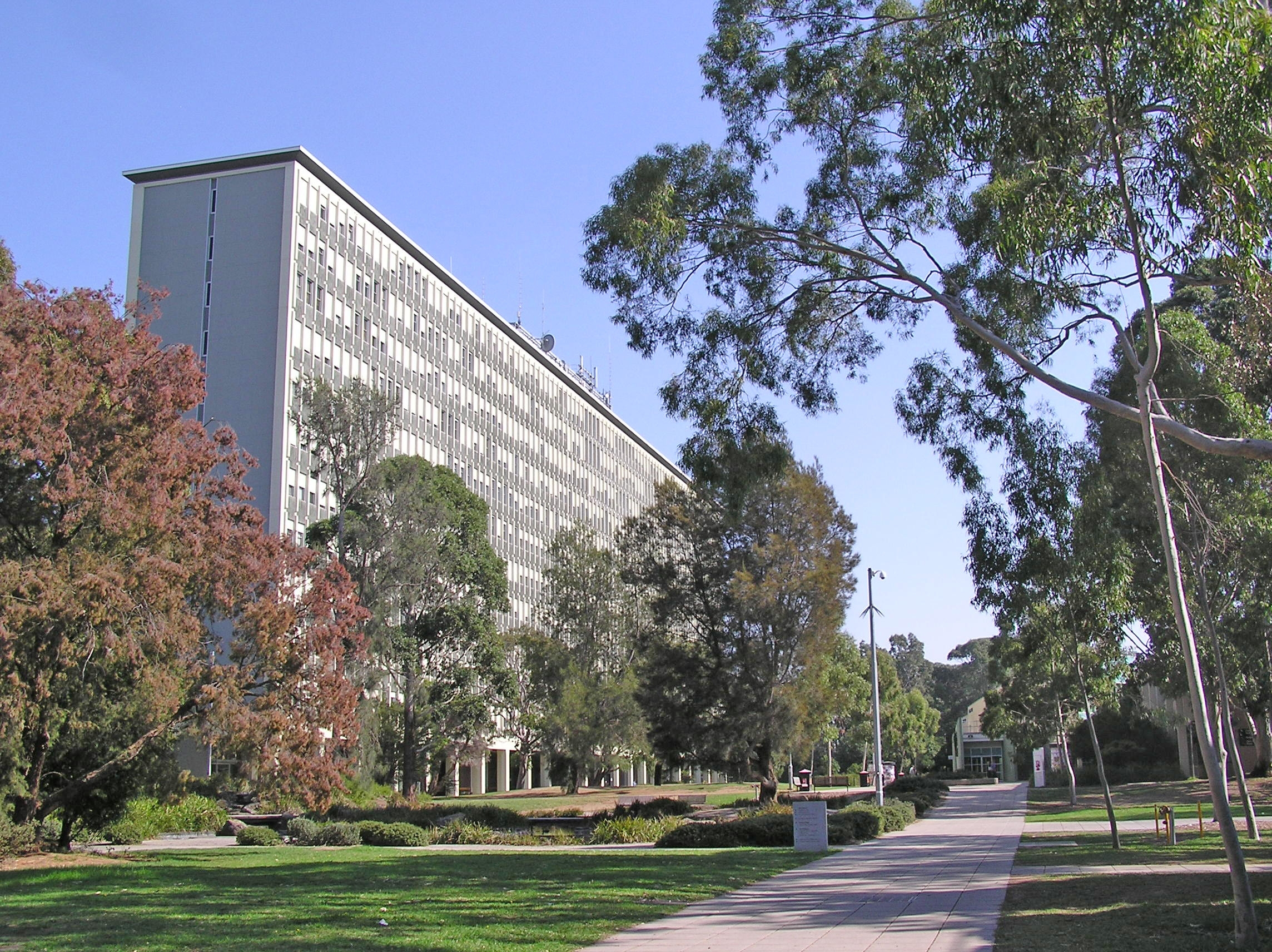
پردیس دانشگاه موناش کلایتون، ساختمان رابرت منزیس در نزدیکی چشمه منزیس

هم‌چنین ببینید: فهرست دانشگاه‌های استرالیا
ملبورن پس از لندن، بوستون و توکیو بالاترین شهر دانشگاهی جهان (در سال ۲۰۰۸) است. دانشگاه ملبورن که مطابق با آخرین رتبه‌بندی‌هایرتبه‌بندی تایمز و رتبه‌بندی دانشگاه‌های جهان برترین دانشگاه‌های استرالیا و بالاتر از دانشگاه ملی استرالیا شناخته می‌شود.

## مکان‌ها و بناهای دیدنی
ملبورن بابت ترکیب زیبای معماری تاریخی ویکتوریایی منحصربه‌فردش در کنار بناهای مدرن و پیشرفته آن شهرت جهانی یافته‌است.
از بناهای مهم تاریخی می‌توان به مکان‌های زیر اشاره کرد:
- بنای مشهور ایستگاه خیابان فلیندرز Flinders Street Station (نماد ملبورن، بزرگترین ایستگاه نیمکرهٔ جنوبی و پر رفت‌وآمدترین ایستگاه راه‌آهن دنیا بین جنگ اول و دوم جهانی)
- گذرگاه‌های طاقدار مرکز شهر از جمله رویال آرکید و بلاک آرکید
- بنای معظم نمایشگاه سلطنتی Royal Exhibition Buildings (اولین بنای استرالیایی ثبت شده در مرکز میراث جهانی یونسکو و تنها بنای نمایشگاهی بین‌المللی باقی‌ماندهٔ جهان از قرن نوزدهم و بزرگترین ساختمان قرن ۱۹ استرالیا)
- بنای یادبود Shrine of Remembrance (که مشرف به شهر و از بزرگترین بناهای یادبود درگذشتگان جنگ در جهان است)
- کلیساهای پولس مقدس St Paul's Cathedral و پاتریک مقدس St Patrick's Cathedral
- خانهٔ پارلمان Parliament House
- گالری ملی ویکتوریا NGV (قدیمی‌ترین و بزرگترین گالری استرالیا)
- کتابخانه ایالتی ویکتوریا The State Library of Victori
- تالار شهرداری Melbourne Town Hall
- زندان قدیمی شهر Old Melbourne Gaol
- خانهٔ دولت Government House
- تئاتر پرینسس

همچنین مکان‌های دیدنی و معروف ملبورن عبارتند از:
- میدان فدریشن Federation Square (مرکز شهر) و مراکز متنوع درون آن
- رود یاررا رود یارا و مجموعه‌های اطراف
- گذرگاه‌های طاقدار و کوچه‌های معروف مرکز شهر(Lanes and arcades) با کافه‌ها، بوتیک‌ها و مغازه‌های تاریخی و گرافیتی (دیوار نقاشی)های آن
- سینمای سه بعدی IMAX و موزهٔ ملبورن در کارلتون گاردنز
- مجموعه و مرکز هنری Arts Centre، گالری ملی ویکتوریا NGV، مرکز رسیتال ملبورن، تئاتر پرنسس، تئاتر ریجنت، سینماهای پلس و فورم
- کافه-رستوران-بارهای سوت گیت و سوت بنک، داکلندز، ملبورن چاینا تاون در لیتل برک (قدیمی‌ترین چاینا تاون در دنیای غرب)، ایتالیای کوچک در لایگون، سن کیلدا، فیتزروی، یونانی‌های لاندزدیل، برانزویک، پورت ملبورن و ساوت یارا
- مجموعه نمایشگاه و مرکز همایش‌های ملبورن Melbourne Convention & Exhibition Centre (بزرگترین مجموعه نمایشگاهی و مرکز همایش نیمکرهٔ جنوبی)
- بازار تاریخی کویین ویکتوریا، سوث ملبورن و پرهن
- آکواریوم شهر، باغ وحش و لونا پارک سن کیلدا
- فروشگاه‌ها و بوتیک‌های خیابان‌های چپل، برونزویک فیتسروی، کالینز، پاریس اند او لیتل کالینز، برک ستریت مال، GPO، کراون و مرکز خرید ملبورن سنترال

v Chadstone Shopping Centre بزرگترین مرکز خرید استرالیا و نیمکرهٔ جنوبی
- بلندترین برج مسکونی جهان برج یوریکا (تا سال ۲۰۰۹) و سکای دک منحصربه‌فرد آن و پنج برج از شش آسمان خراش بلنداسترالیا در این شهر قرار دارند.

## فضاهای سبز و گردشگاه‌ها
فضاهای سبز و پارک‌های گستردهٔ درون-شهری چند صد هکتاری با هزاران گونهٔ گیاهی گوناگون و برکه‌ها و دریاچه‌ها، به همراه رودبزرگ یاررا که از میان شهر می‌گذرد و به اطراف شهر امتداد می‌یابد و نیز بندرگاه‌ها، اسکله‌ها و سواحل زیبای ملبورن از آن شهری با طبیعت روح‌انگیز به وجود آورده‌است، به گونه‌ای که این شهر، «بوستانشهر استرالیا» لقب گرفته‌است. برخی از این فضاهای سبز شهری عبارتند از:
- مجموعه گستردهٔ دومینز پارکلندز شامل: کینگز دومین، رویال بوتانیک گاردنز، کوئین ویکتوریا گاردنز، الکساندراگاردنز و بناهای آنها.
- آلبرت پارک و دریاچهٔ آن (۲۲۵ هکتار)
- رویال پارک (۱۸۱ هکتار)
- همچنین کارلتون گاردنز، پرینس پارک، یاررا پارک، فاوکنر پارک، فیتسروی گاردنز، فلگستف گاردنز، بیررارونگ مار، ادینبورگ گاردنز، فوتسکری پارک، سن وینسنت گاردنز، سن کیلدا بوتانیک گارذنز و ده‌ها بوستان دیگر.
- سواحل زیبای سن کیلدا، جنوب ملبورن، برایتون و ویلیامز تاون به همراه سواحل گوناگون خارج شهر از جذابیت‌های دیگر ملبورن است.

## حمل و نقل عمومی
شبکهٔ تراموای ملبورن به لحاظ گستردگی در رتبهٔ نخست جهان ایستاده است.

## دانشگاه ها
- دانشگاه ملبورن
- دانشگاه مانش
- مؤسسه سلطنتی فناوری ملبورن
- دانشگاه فناوری سوینبرن
- دانشگاه لا تروب
- دانشگاه ویکتوریا
- University of Divinity
- دانشگاه دیکن

## شهرهای خواهرخوانده

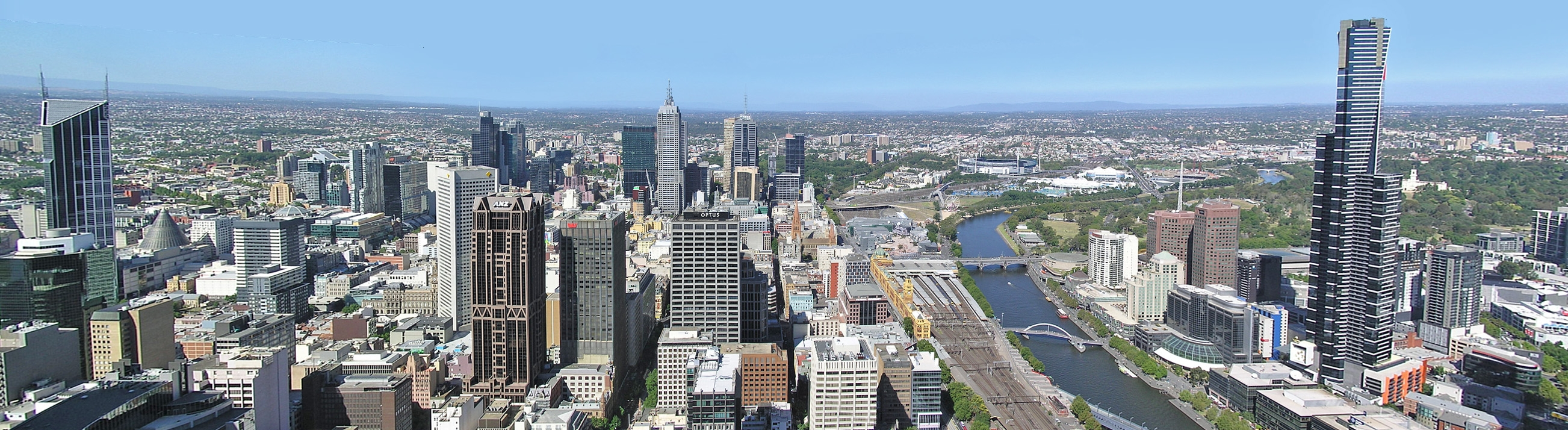
نمای هوایی ملبورن

- اوزاکا، ژاپن
- تیانجین، چین
- تسالونیکا، یونان
- بوستون، ایالات متحده
- سنت پترزبورگ، روسیه
- میلان، ایتالیا